# Dymasius fedorenkoi
Dymasius fedorenkoi es una especie de escarabajo del género Dymasius, familia Cerambycidae. Fue descrita científicamente por Miroshnikov en 2016.
Habita en Vietnam. Los machos y las hembras miden aproximadamente 28-38 mm. El período de vuelo de esta especie ocurre en los meses de abril y mayo.